# Apostolepis phillipsae
Apostolepis phillipsae е вид влечуго от семейство Смокообразни (Colubridae). Видът е незастрашен от изчезване.

## Разпространение
Разпространен е в Боливия.